# Silvestre Martins Fernandes

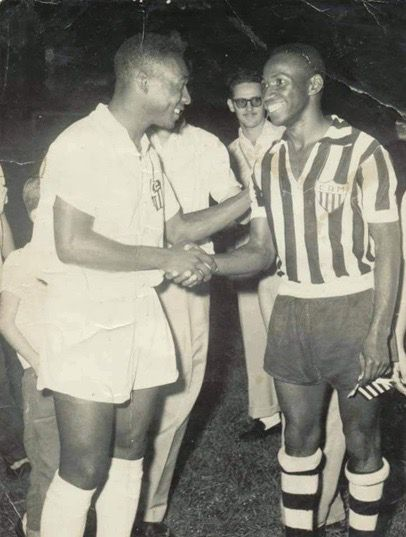
Silvestre em jogo contra o Santos de Pelé, no ano de 1963.

Silvestre Martins Fernandes (Itabirito, 10 de abril de 1933 – 16 de junho de 2021) foi um jogador de futebol brasileiro, conhecido como "Artilheiro da Alegria". Atuando como meia-direita, Silvestre foi campeão mineiro pelo Siderúrgica em 1964  e teve passagens marcantes por diversos clubes mineiros ao longo de sua carreira.

## Biografia

### Juventude
Início da Carreira Silvestre nasceu em Itabirito e se destacou no futebol de várzea local, onde sua habilidade para marcar gols e seu jeito alegre de jogar rapidamente ganharam notoriedade . Sua fama chegou ao ponto de ser recomendado por Telê Santana para o Fluminense, mas ele acabou desistindo da oportunidade de jogar no Rio de Janeiro devido à sua namorada, Anita, e retornou a Itabirito .

## Carreira Profissional

### Siderúrgica
Em 1963, Silvestre começou a trabalhar na Belgo Mineira e, paralelamente, jogava futebol nas horas vagas. Sua performance chamou a atenção dos dirigentes do Siderúrgica, de Sabará, que o contrataram naquele mesmo ano. Silvestre foi um dos destaques do Siderúrgica, especialmente durante o Campeonato Mineiro de 1958, onde foi artilheiro. Ele ajudou o Siderúrgica a conquistar o mesmo troféu em 1964, sendo um dos jogadores-chave da equipe. 

### Atlético Mineiro

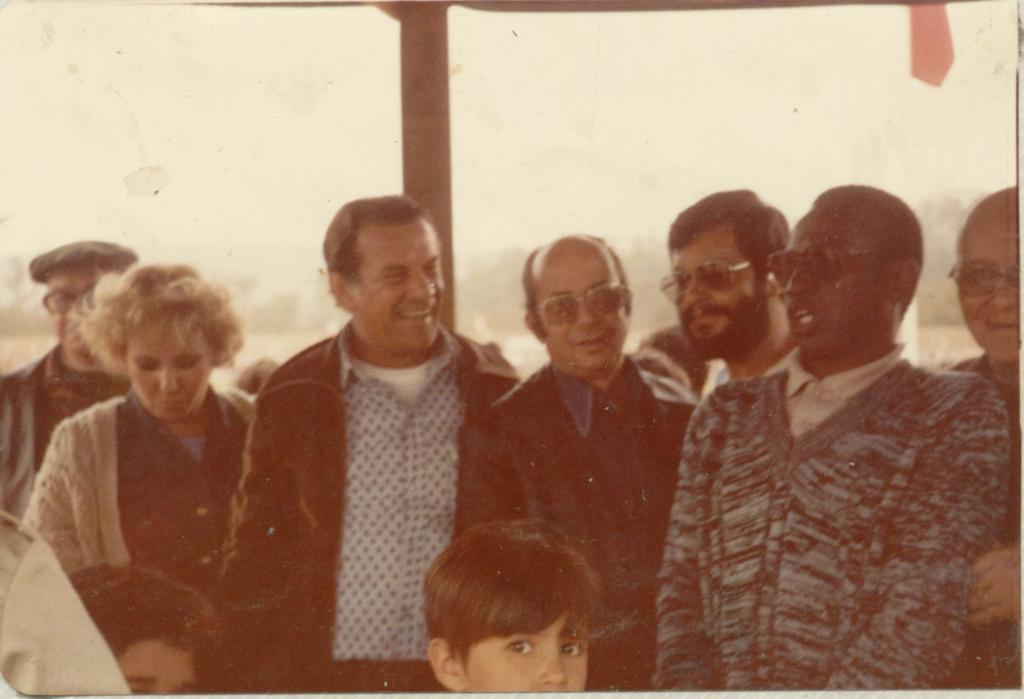
Silvestre diante de Telê Santana e amigos.

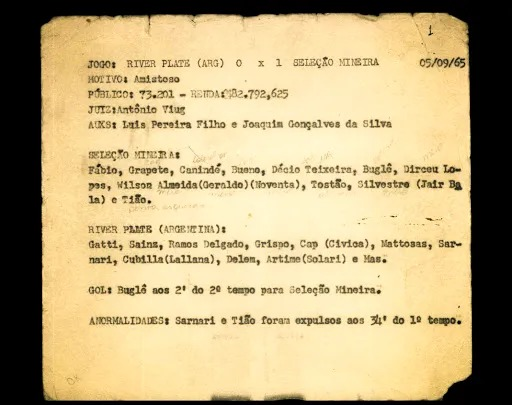
Escalação da Seleção Mineira x River Plate, na inauguração do Mineirão em 1995.

Ele vestiu a camisa do Atlético Mineiro uma única vez, em um amistoso contra o Santos  onde teve a oportunidade de jogar contra Pelé. Embora o Santos tenha vencido por 3 a 1, Silvestre sempre se orgulhou dessa partida, especialmente pela menção que Pelé fez a ele durante o jogo. Silvestre atuou no time mineiro nos anos de 1952 e 1961.

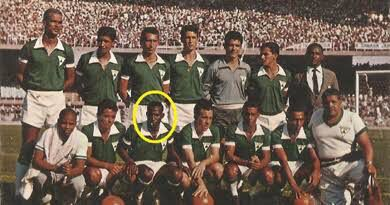
Silvestre ao lado de Tostão, pela seleção Mineira, 1995.

### América Mineiro
Em 1965, Silvestre também atuou brevemente por América Mineiro ao lado de José Carlos Mérola, Dirceu Alves, Samuel e Caldeira e também pelo Democráta de Governador Valadares antes de se aposentar jogador por fim pelo Aluminas, de Ouro Preto. 

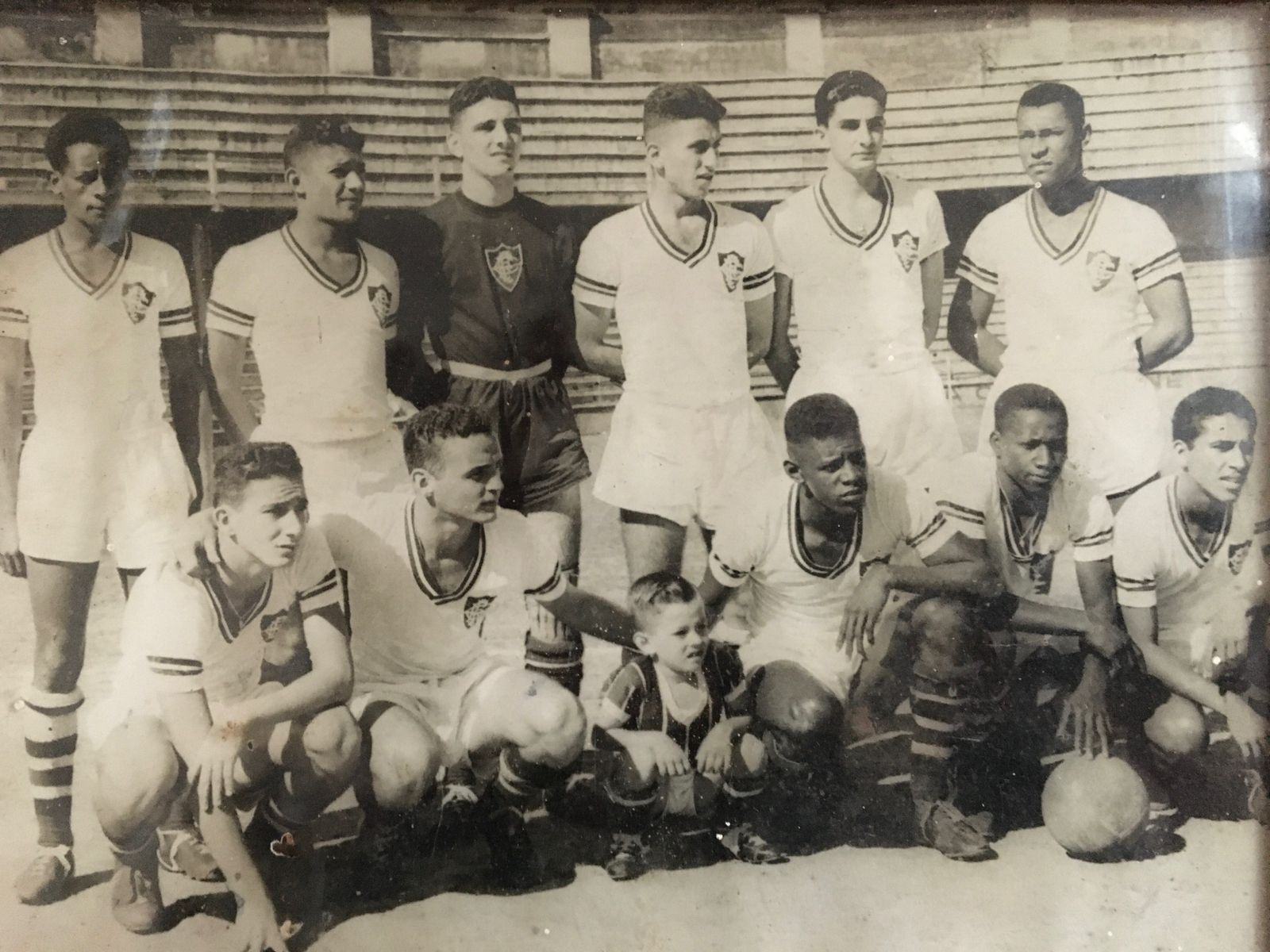
Silvestre fazendo parte dos juvenis do Fluminense.

### Inauguração do Mineirão e Seleção Mineira
Outro feito notável na carreira de Silvestre foi sua participação no primeiro jogo oficial da história do Mineirão. Ele defendeu a Seleção Mineira no amistoso contra o River Plate, da Argentina, que marcou a inauguração do estádio, o Gigante da Pampulha, jogando ao lado de nomes como Dirceu Lopes, Tostão e Bugleaux.

## Prêmios e reconhecimentos
- Artilheiro do Campeonato Mineiro de 1958: Silvestre foi o artilheiro do Campeonato Mineiro em 1958, destacando-se como um dos principais goleadores da competição. [1]
- Campeão Mineiro de 1964: Foi campeão mineiro com o Siderúrgica em 1964. [1]

## Vida Pessoal e Pós-Carreira
Após se aposentar do futebol, Silvestre continuou a contribuir com sua alegria e talento, desta vez em um programa humorístico local em Sabará, chamado "O Barracão - Nós Somos da Farra", transmitido pela TVI. 
Silvestre faleceu em 16 de junho de 2021, aos 88 anos, de causas naturais[8]. Ele foi sepultado no Cemitério São João Batista, em Itabirito. Seu legado como jogador e sua personalidade alegre continuam a ser lembrados por todos que o conheceram. 